# Alois von Beckh Widmanstätten
Hrabě Alois von Beckh Widmanstätten (13. července, 1753 – 10. června, 1849) byl rakouský tiskař a vědec, který objevil jako první zvláštní obrazce na železných meteoritech, které dostaly pojmenování na jeho počest tzv. Widmanstättenovy obrazce.

## Život
V mládí se vyučil jako umělecký tiskař jako jeho otec. Jeho rodina vlastnila exkluzivní tiskařská práva ve Štýrsku, o která ale přišla v roce 1784. V roce 1807 prodal Alois rodinou firmu. V roce 1804 pracoval v přádelně. Roku 1807 začal pracovat ve Fabriksproduktenkabinett patřícím císaři. O rok později se stal ředitelem císařských porcelánových závodů ve Vídni.

## Objevení obrazců
Pomocí leptání objevil zvláštní struktury v železných meteoritech. První meteorit, na kterém pracoval byl meteorit Elbogen, který pocházel z území dnešního Česka.

## Pocty
Na jeho počest je pojmenován na povrchu Měsíce kráter, nese jméno Widmannstättenův kráter.